# رسوم تنشيط
رسوم تنشيط في الاقتصاد (بالإنجليزية: origination fee أو activation fee) هي رسوم فتح حساب في مصرف أو مع سمسار أو أي مؤسسة مالية تقدم خدمات للعملاء في إعطاء قروض.
وتحتلف رسوم تنشيط قرض بين 5و0% و 0و2 % من المبلغ المقترض اعتمادا عما إذا كان القرض من الدرجة الأولى أو من سوق التسليف والاقتراض. فإذا كان المبلغ المقترض 200.000 دولار وكان رسم التنشيط 2% يكون مبلغ رسم التنشيط 4.000 دولار.

## القروض
تدفع رسوم تنشيط قرض إلى المصرف أو سمسار التعاقد عن خدماته في أعطاء ومتابعته القرض. وعادة يدفع رسم التنشيط مقدما طبقا «لمبدأ حسن النية» ولا بد من سداده خلال الثلاثة ساعات الأولى بعد التعاقد على القرض. كما يمكن أحيانا الاتفاق مع المصرف أثناء طلب القرض على خفض رسوم التنشيط وربما التخلى عنها كاملة.

## اقرأ أيضا
- معدل الفائدة الإسمية
- معدل الفائدة الفعلية
- مردود الاستثمار
- الحد الأدنى للعائد
- مركز مربح
- مركز تكلفة
- مركز استثماري
- نظارة الحسابات
- تخصيص الأموال
- حجم الأعمال (اقتصاد)